# قصر فلخس

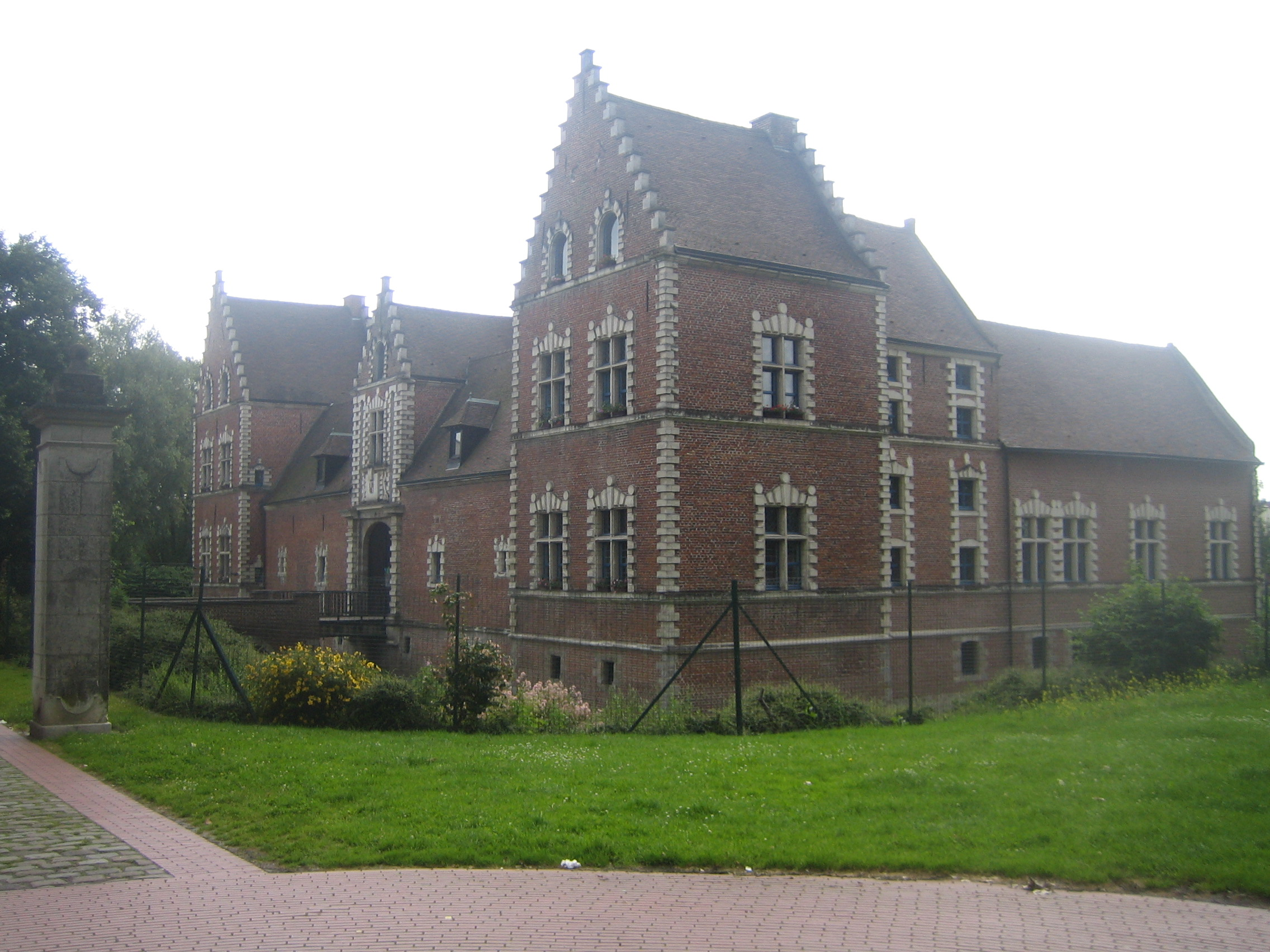

قصر فلخس قلعة تقع في مدينة ليل. وكان بني في 1661. هندسته المعمارية هي الحال في البنية الريفية الفلمنكية من القرن السابع عشر.